# Frei António de Lisboa
Frei António Moniz, mais conhecido por Frei António de Lisboa (século XVI), foi um religioso da Ordem de São Jerónimo e reformador da Ordem de Cristo. Foi prior do Convento de Cristo, em Tomar, onde levou a cabo uma notável campanha de expansão do convento liderada pelos arquitetos João de Castilho (entre 1532 e 1552) e Diogo de Torralva (depois de 1554).  

## Biografia
Nomeado por D. João III e pelo núncio papal em 14 de junho de 1529, o prior Frei António de Lisboa, "eminente humanista jerónimo", foi o grande reformador da Ordem de Cristo. O seu ímpeto reformista visou reconduzir essa Ordem à pureza de que andava afastada e dotar o convento de um corpo de monges letrados, com conhecimentos de latim, teologia e artes, contrariando a decadência do clero da congregação.
A nova regra e os novos estatutos impostos por Frei António de Lisboa inspiraram-se na Regra de São Bento, mas adaptada aos novos tempos, em que se anunciava uma necessária renovação e melhoria do comportamento das ordens religiosas. Na sequência da sua ação a Ordem de Cristo passou a ser uma Ordem de clausura, com uma regra mais conforme às exigências rigoristas.
Simbolicamente, o Convento de Cristo foi refundado em fevereiro de 1532, com imposição do hábito a 12 noviços (com acolhimento negativo da reforma por parte de freires/cavaleiros mais antigos). O programa reformista traduziu-se na expansão das edificações – "uma das empreitadas mais notáveis da arquitetura do renascimento em toda a Península Ibérica" –, de acordo com uma visão esteticamente sintonizada com os novos valores classicistas do renascimento a que o arquiteto João de Castilho deu forma (c. 1532-1552) e que seria concluída por Diogo de Torralva (depois de 1554).